# Yasmine Belmadi
Pour les articles homonymes, voir Belmadi.
Yasmine Belmadi est un acteur français d'origine algérienne, né le 26 janvier 1976 à Aubervilliers (Seine-Saint-Denis) et mort le 18 juillet 2009 à Paris 13e.

## Biographie
Il a vécu  jusqu'en l'an 2000 avec sa grand-mère et sa sœur, dans un pavillon du quartier de la Mutualité à Saint-Denis, ville avec laquelle il a gardé de nombreux liens.
Il n'a pas connu son père. Sa mère est décédée durant son adolescence.
Au début de sa carrière en 1997, il joue dans Les Corps ouverts de Sébastien Lifshitz, un film qui raconte les errances d'un jeune homme de banlieue dans les lieux de drague homosexuels, ce rôle montrant le désarroi existentiel face aux doutes sur ses choix sexuels.
Il joue également dans Les Amants criminels de François Ozon en 1998 et interprète le rôle de Djamel dans Wild Side en 2004. Il incarne un jeune peintre beur dans le film Grande École de Robert Salis en 2004. Un de ses derniers films est Beur blanc rouge, long-métrage sorti en 2006, relatant les événements lors du match amical France-Algérie en 2001.
En 2009, Yasmine Belmadi est à Cannes avec le film Adieu Gary de Nassim Amaouche, présenté lors de la Semaine de la critique.
Le 18 juillet 2009 alors qu'il circule sur le boulevard Henri-IV à scooter vers 6 heures du matin, ayant quitté la fête de fin de tournage de la série télévisée Pigalle, la nuit, il perd le contrôle de son véhicule en jetant sa cigarette et percute un lampadaire. Transporté à l'hôpital de la Pitié-Salpêtrière, il meurt des suites de ses blessures,.
Le 23 juillet 2009, ses obsèques ont lieu en présence de sa famille et de ses amis comédiens. Jalil Lespert, Sonia Rolland, Jérémie Renier qui fut son partenaire dans Les Amants criminels, Simon Abkarian ainsi que Leïla Bekhti et sa fiancée Sabrina Ouazani qui a joué avec lui dans Adieu Gary sont également présents[réf. nécessaire]. Il repose au cimetière du Pont-Blanc à Aubervilliers.

## Filmographie

### Cinéma

#### Longs métrages
- 1999 : Les Passagers de Jean-Claude Guiguet : Litanies
- 1999 : Les Amants criminels de François Ozon : Karim
- 2000 : Un dérangement considérable de Bernard Stora : Djamel
- 2000 : Les gens en maillot de bain ne sont pas (forcément) superficiels  d'Éric Assous : Rafik
- 2003 : Qui a tué Bambi ? de Gilles Marchand : Sami
- 2003 : Filles uniques de Pierre Jolivet : le jeune beur
- 2004 : Wild Side de Sébastien Lifshitz : Djamel
- 2004 : Grande École de Robert Salis : un ouvrier
- 2006 : Beur blanc rouge de Mahmoud Zemmouri : Brahim
- 2008 : Coupable de Laetitia Masson : Mercier
- 2009 : Adieu Gary de Nassim Amaouche : Samir

#### Courts et moyens métrages
- 1997 : Les Corps ouverts de Sébastien Lifshitz : Rémi
- 1998 : Sans cité (La balafre) de Nourdine Halli
- 1999 : Le Songe de Constantin de Joël Brisse
- 2001 : Coffee n’dreams de Jalil Lespert et Sébastien Dacek : Yamine
- 2004 : De l’autre côté de Nassim Amaouche : Malek
- 2005 : Au petit matin de Xavier Gens : Yasmine

### Télévision

#### Téléfilm
- 1998 : Les Terres froides de Sébastien Lifshitz : Djamel

#### Séries télévisées
- 2002 : Commissariat Bastille, épisode Le Blouson rouge de Gilles Béhat : Abdel
- 2002 : La Vie devant nous : Nadir
- 2002-2003 : Sami, le pion, 2 épisodes de Patrice Martineau : Mehdi
  - 2002 : Sami, le pion
  - 2003 : Rumeur
- 2003 : PJ, épisode Tyrannie de Gérard Vergez : Selim
- 2007 : La Commune, épisode Compassion de Philippe Triboit : Faycal Hajar
- 2009 : Pigalle, la nuit d’Hervé Hadmar, saison 1, 8 épisodes : Jamil

## Distinctions
- Lutins du court métrage 1998 : Lutin du meilleur acteur pour Les Corps ouverts
- Festival Jean-Carmet de Moulins 2000 : Prix du jury du meilleur second rôle masculin pour Un dérangement considérable